# Fluorjeve anorganske spojine
Fluor je halogen in tako kot vsi halogeni tvori ogromno spojin. Spodaj je njihov seznam.

## Seznam

### A
- Aluminijev fluorid-AlF3,
- Americijev(III) fluorid-AmF3,
- Amonijev fluorid-NH4F,
- Amonijev tetrafluoroborat-NH4BF4,
- Amonijev vodikofluorid-NH4F,
- Antimonov pentafluorid-SbF5,
- Antimonov trifluorid-SbF3,
- Arzenov pentafluorid-AsF5,
- Arzenov trifluorid-AsF3,

### B
- Bakrov(II) fluorid-CuF2,
- Barijev fluorid-BaF2,
- Berilijev fluorid-BeF2,
- Bis(pentafluorosulfanil) peroksid-F5SOOSF5,
- Borov trifluorid-BF3,
- Bromov monofluorid-BrF,
- Bromov pentafluorid-BrF5,
- Bromov trifluorid-BrF3,

### C
- Cerijev(III) fluorid-CeF3,
- Cerijev(IV) fluorid-CeF4,
- Cezijev fluorid-CsF,
- Cinkov fluorid-ZnF2,
- Cirkonijev(IV) fluorid-ZrF4,

### D
- Didušikov difluorid-N2F2,
- Didušikov tetrafluorid-N2F4,
- Difosforjev tetrafluorid-P2F4,
- Dikisikov difluorid-O2F2,
- Disprozijev(III) fluorid-DyF3,
- Dižveplov difluorid-S2F2,
- Dušikokisikov trifluorid-ONF3,
- Dušikov trifluorid-NF3,

### E
- Erbijev(III) fluorid-ErF3,
- Evropijev(III) fluorid-EuF3,

### F
- Fluorjev azid-FN3,
- Fluoroborova kislina-HBF4,
- Fluorosulfonska kislina-FSO3H,
- Fluorov fluorosulfat-FOSO2F,
- Fluorov nitrat-FONO2,
- Fosforjev kisikofluorid-POF3,
- Fosforjev pentafluorid-PF5,
- Fosforjev trifluorid-PF3,

### G
- Gadolinijev(III) fluorid-GdF3,
- Galijev(III) fluorid-GaF3,
- Germanijev tetrafluorid-GeF4,

### H
- Hafnijev(IV) fluorid-HfF4,
- Heksafluoroantimonova kislina-H2SbF6,
- Heksafluorofosforjeva kislina-HPF6,
- Heksafluorosilicijeva kislina-H2SiF6,
- Heksafluorotitanova kislina-H2TiF6,
- Hipofluorova kislina-HOF,

### I
- Indijev(III) fluorid-InF3,
- Iridijev(III) fluorid-IrF3,
- Iridijev(IV) fluorid-IrF6,
- Iterbijev(III) fluorid-YbF3,
- Itrijev fluorid-YF3,

### J
- Jodov heptafluorid-IF7,
- Jodov monofluorid-IF,
- Jodov pentafluorid-IF5,

### K
- Kadmijev fluorid-CdF2,
- Kalcijev fluorid-CaF2,
- Kalijev fluorid-KF,
- Kalijev heksafluorofosfat-KPF6,
- Kalijev tetrafluoroborat-KBF4,
- Karbonil fluorid-COF2,
- Kirijev(III) fluorid-CmF3,
- Kisikov difluorid-OF2,
- Klorov monofluorid-ClF,
- Klorov pentafluorid-ClF5,
- Klorov trifluorid-ClF3,
- Kobaltov(II) fluorid-CoF2,
- Kobaltov(III) fluorid-CoF3,
- Kositrov(II) fluorid-SnF2,
- Kositrov(IV) fluorid-SnF4,
- Kriptonov difluorid-KrF2,
- Kromil fluorid-CrO2F2,
- Kromov(III) fluorid-CrF3,
- Kromov(V) fluorid-CrF5,
- Ksenonov difluorid-XeF2,
- Ksenonov dikisiko difluorid-XeO2F2,
- Ksenonov heksafluorid-XeF6,
- Ksenonov heksafluoroplatinat-XePtF6,
- Ksenonov tetrafluorid-XeF4,

### L
- Lantanov fluorid-LaF3,
- Litijev fluorid-LiF,

### M
- Magnezijev fluorid-MgF2,
- Manganov(II) fluorid-MnF2,
- Manganov(III) fluorid-MnF3,
- Molibdenov(III) fluorid-MoF3,
- Molibdenov(V) fluorid-MoF5,
- Molibdenov(VI) fluorid-MoF6,

### N
- Natrijev fluorid-NaF,
- Natrijev fluorosulfat-FSO3Na,
- Natrijev heksafluoroaluminat-Na3AlF6,
- Natrijev heksafluoroantimonat-NaSbF6,
- Natrijev heksafluorofosfat-NaPF6,
- Natrijev heksafluorosilikat-Na2SiF6,
- Natrijev heksafluorotitanat-Na2TiF6,
- Natrijev tetrafluoroborat-NaBF4,
- Neodimov(III) fluorid-NdF3,
- Neptunijev(IV) fluorid-NpF4,
- Neptunijev(V) fluorid-NpF5,
- Neptunijev(VI) fluorid-NpF6,
- Nikljev(II) fluorid-NiF2,
- Niobijev(IV) fluorid-NbF4,
- Niobijev(V) fluorid-NbF5,
- Nitril flourid-NO2F,
- Nitronijev tetrafluoroborat-NO2BF4,
- Nitrosil fluorid-NOF,
- Nitrosonijev tetrafluoroborat-NOBF4,

### O
- Ogljikov tetrafluorid-CF4,
- Osmijev(IV) fluorid-OsF4,
- Osmijev(VI) fluorid-OsF6,
- Osmijev(VII) fluorid-OsF7,

### P
- Paladijev(II) fluorid-PdF2,
- Paladijev(IV) fluorid-PdF4,
- Peroksidisulfuril difluorid-FSO2OOSO2F,
- Platinasti(II) fluorid-PtF2,
- Platinasti(IV) fluorid-PtF4,
- Platinasti(VI) fluorid-PtF6,
- Plutonijev(III) fluorid-PuF3,
- Plutonijev(IV) fluorid-PuF4,
- Plutonijev(VI) fluorid-PuF6,
- Prazeodimov(III) fluorid-PrF3,
- Protaktinijev(V) fluorid-PaF5,

### R
- Radijev fluorid-RaF2,
- Radonov difluorid-RnF2,
- Renijev(IV) fluorid-ReF4,
- Renijev(VI) fluorid-ReF6,
- Renijev(VII) fluorid-ReF7,
- Rodijev(III) fluorid-RhF3,
- Rubidijev fluorid-RbF,
- Rutenijev(III) fluorid-RuF3,
- Rutenijev(IV) fluorid-RuF4,
- Rutenijev(VI) fluorid-RuF6,

### S
- Samarijev(III) fluorid-SmF3,
- Selenov heksafluorid-SeF6,
- Selenov tetrafluorid-SeF4,
- Silicijev tetrafluorid-SiF4,
- Skandijev(III) fluorid-ScF3,
- Srebrov(I) fluorid-AgF,
- Srebrov(I) tetrafluoroborat-AgBF4,
- Srebrov(II) fluorid-AgF2,
- Stroncijev fluorid-SrF2,
- Sulfuril fluorid-SO2F2,
- Svinčev(II) fluorid-PbF2,
- Svinčev(IV) fluorid-PbF4,

### T
- Talijev(I) fluorid-TlF,
- Talijev(III) fluorid-TlF3,
- Tantalov(V) fluorid-TaF5,
- Tehnecijev heksafluorid-TcF6,
- Telurjev heksafluorid-TeF6,
- Telurjev tetrafluorid-TeF4,
- Tionil fluorid-SOF2,
- Titanov tetrafluorid-TiF4,
- Titanov(III) fluorid-TiF3,
- Torijev(IV) fluorid-ThF4,
- Trifluorosilan-HSiF3,

### U
- Uranil fluorid-UO2F2,
- Uranov(IV) fluorid-UF4,
- Uranov(V) fluorid-UF5,
- Uranov(VI) fluorid-UF6,

### V
- Vanadijev(III) fluorid-VF3,
- Vanadijev(IV) fluorid-VF4,
- Vanadijev(V) fluorid-VF5,
- Vodikov fluorid-HF,
- Vodikofluorjeva kislina-HF(t),
- Volframov heksafluorid-WF6,

### Z
- Zlatov(III) fluorid-AuF3,

### Ž
- Železov(II) fluorid-FeF2,
- Železov(III) fluorid-FeF3,
- Živosrebrov(I) fluorid-Hg2F2,
- Živosrebrov(II) fluorid-HgF2,
- Žveplov difluorid-SF2,
- Žveplov heksafluorid-SF6,
- Žveplov tetrafluorid-SF4,